# Морхед, Джон
Джон Ге́нри Мо́рхед (англ. John Henry Morehead; 3 декабря 1861 — 31 мая 1942) — американский политик, член Палаты представителей, 17-й губернатор Небраски.

## Биография
Джон Морхед родился в Колумбии, округ Мэрион, Айова, в семье Эндрю Морхеда и Франсис Купер. Он учился в государственных школах, частной школе в Ноксвилле и бизнес-колледже Шенандоа. В 1884 году Морхед переехал в округ Ричардсон, Небраска, где работал учителем и фермером, а позже основал своё торговое предприятие. Позже он был одном из основателей Barada State Bank. 14 февраля 1885 года он женился на Минни Вайсенредер, у них было двое детей.
В 1895 году Морхед переехал в Фолс-Сити, где в 1896—1899 годах занимал должность казначея округа Ричардсон, а в 1900 году был мэром города. В 1910—1912 годах он был членом и председателем Сената Небраски. Как председатель Сената, Морхед 2 мая 2011 года стал исполняющим обязанности вице-губернатора штата после смерти Мелвила Хоупвелла и занимал эту должность до 2012 года.
В ноябре 1912 года Морхед был избран губернатором Небраски, а в 1914 году переизбран на второй срок. Во время его пребывания в должности был принят закон о пособии по нетрудоспособности, вступил в действие закон «Синее небо» (англ. Blue sky law), который регулирует предложение и продажу ценных бумаг в целях защиты населения от мошенничества, и сократился дефицит бюджета штата.
После окончания срока Морхед покинул пост губернатора, но продолжал оставаться активным в политике. В 1923—1935 годах он был членом Палаты представителей США, а в 1940 году — делегатом Национального съезда Демократической партии.
Морхед умер 30 мая 1942 года в больнице города Сент-Джозеф, Миссури, и был похоронен на кладбище Стил в Фолс-Сити.